# Jonadi
Jonadi (às vezes escrito Ionadi) é uma comuna italiana da região da Calábria, província de Vibo Valentia, com cerca de 4 380 60 habitan (30/11/2019)tes. Estende-se por uma área de 8 km², tendo uma densidade populacional de 333 hab/km². Faz fronteira com Filandari, Mileto, San Costantino Calabro, San Gregorio d'Ippona, Vibo Valentia.

## Demografia
| Variação demográfica do município entre 1861 e 2011                               |
|                                                                                   |
| Fonte: Istituto Nazionale di Statistica (ISTAT) - Elaboração gráfica da Wikipedia |